# ドローン宅配便

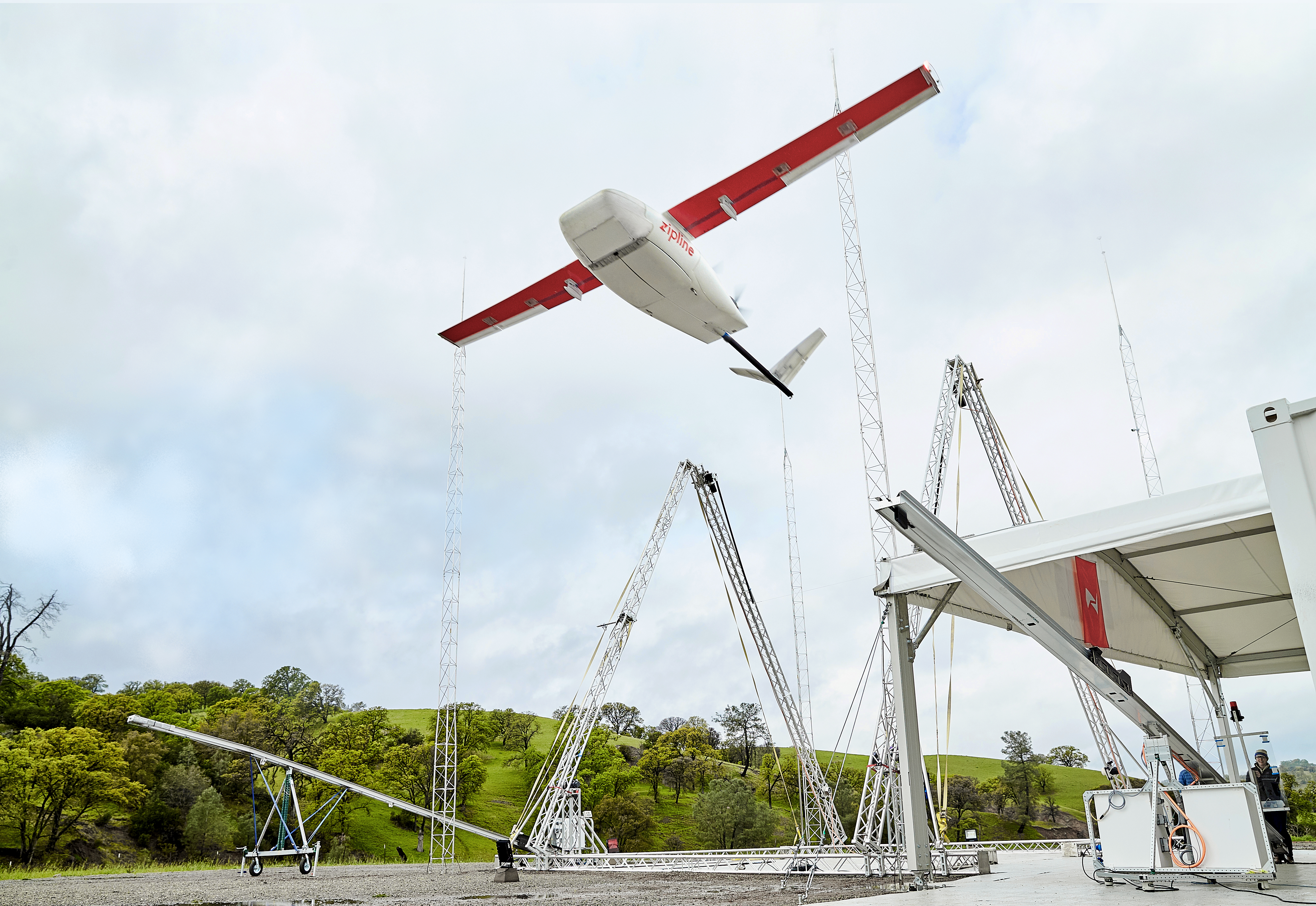
カリフォルニアでテスト飛行するZiplineのドローン

ドローン宅配便（ドローンたくはいびん）とは、小型の無人飛行機（ドローン）を用いた商品宅配サービスのことである。

## 概説
2013年12月ネット通販最大手のアメリカ企業のアマゾン・ドット・コムがドローンを使った商品の配送を検討していると公表し、注目を集めた。アメリカ国内では、ドローンを商業目的で屋外利用する場合に連邦航空局（FAA）による特別な許可が必要になる。そのため同社は、2015年3月に連邦航空局から試験飛行の許可をもらい、実用化を目指している。
アマゾンに続き、2015年10月26日にはアメリカ小売最大手であるウォルマート・ストアーズが、中国のDJIのドローンを使った商品配送を実施するために連邦航空局に対し屋外での試験飛行許可を申請した、とロイター通信社など複数のアメリカメディアが伝えた。
ウォルマート・ストアーズ広報担当者は、ロイター通信社の取材に対して、「アメリカ国民の7割は、全米5,000店舗あるウォルマート店舗から5マイル（約8キロメートル）の圏内に住んでおり、店舗からのドローンによる宅配サービスが実現すれば、需要がある」と話した。ウォルマート社では将来的に商品宅配や物流センターの在庫確認にドローンを活用する構想である。しかし、連邦航空局はドローンでの宅配事業に慎重との見方もあり、実際のサービス開始に向けては、同局と申請企業との間の調整が続くと見られている。
さらに同年11月には、IT大手であるグーグルも、2017年には宅配サービスを実現させる目標を示し、「空からの宅配」サービスをめぐり、一段と競争がはげしくなった。2015年11月29日には、アマゾンが開発中の配送用のドローンの映像を公開した。上空の障害物を避けながら飛行でき、飛び続けられる距離は25キロメートルという。高度は最高約120メートルで、約2キログラムまでの商品を30分以内で届けられるという。映像では、ドローンが民家の庭に置かれた着陸用の目印の上に降りる様子も写っていた。アメリカ連邦航空局は、この時点ではドローンの商業利用についての規制をまだ固めていない。アマゾンはこの映像公開に先立つことの同年7月、飛行機などとの衝突を避けるため、空を高度ごとに区分して宅配用の「高速ドローン専用空域」を設定することを提案していた。同社によると、2016年時点ではアメリカ、イギリス、イスラエルでの宅配事業の実証実験が行われているが、同社による日本での実証実験は未定だった。
2016年に中国の京東集団は農村部での世界初の商用ドローン配送サービスを開始し、2017年8月にはアイスランドの企業アハとイスラエル企業フライトレックスが中国のDJIのドローンを用いて都市部での世界初の商用ドローン配送サービスを開始した。世界初の全国規模でのドローン配送サービスはルワンダでアメリカ企業ジップラインが2016年に開始した。

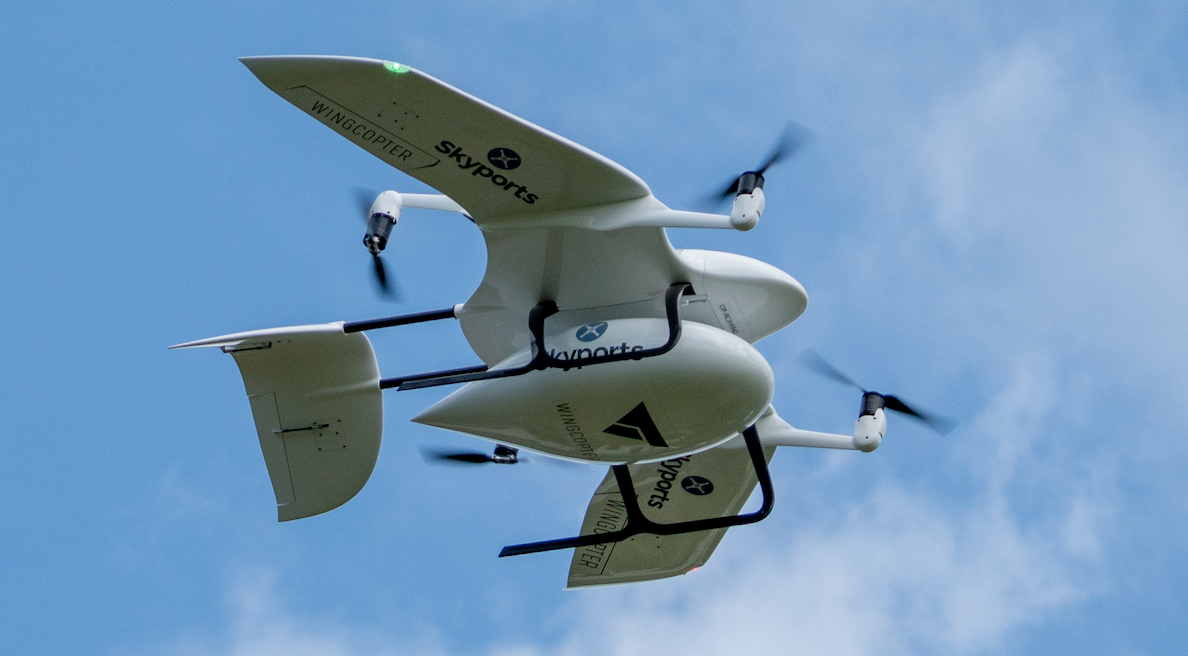
スコットランドでCOVID-19テストキットを配達するウィングコプターのドローン
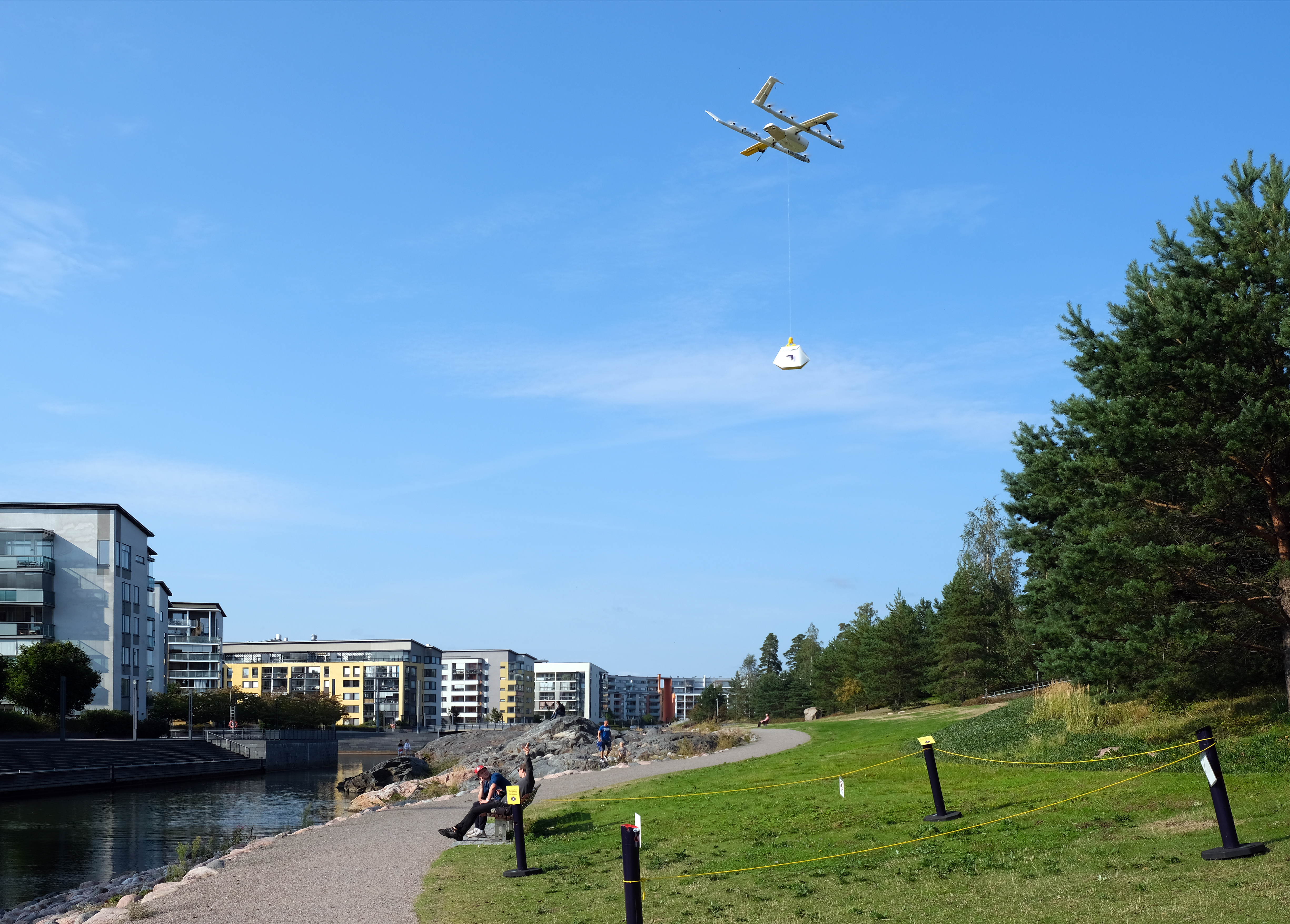
ヘルシンキのヴオサーリで商品を配達するウイングのドローン
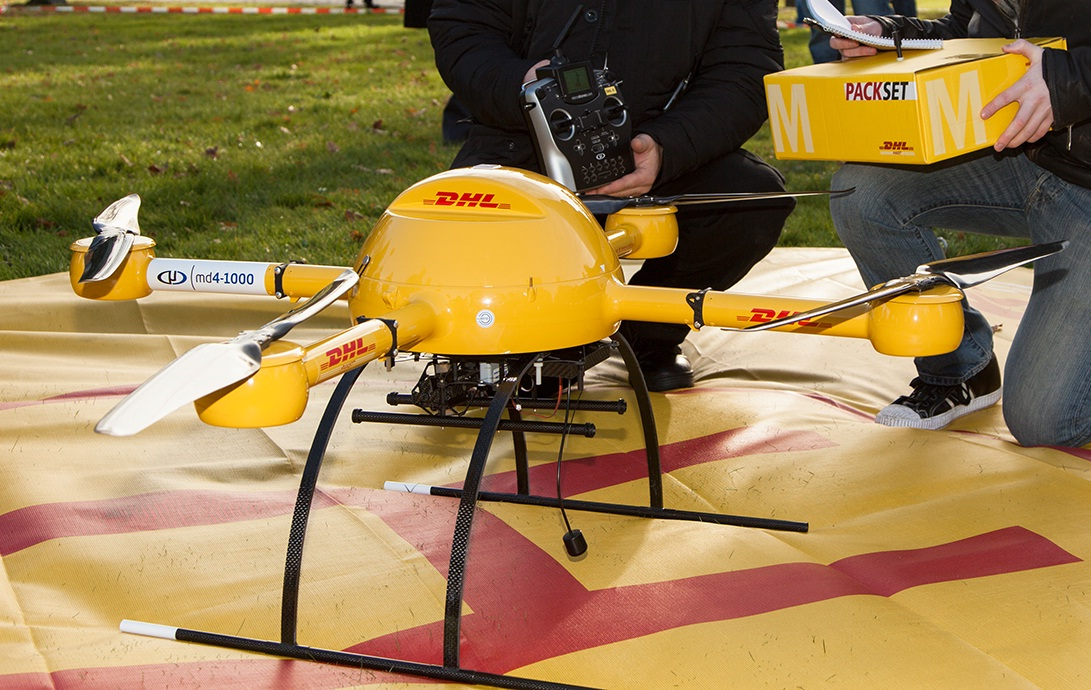
ドイツポストAGのDHL小包サービス子会社は、医薬品の配達テストするmd4-1000（2013年12月）
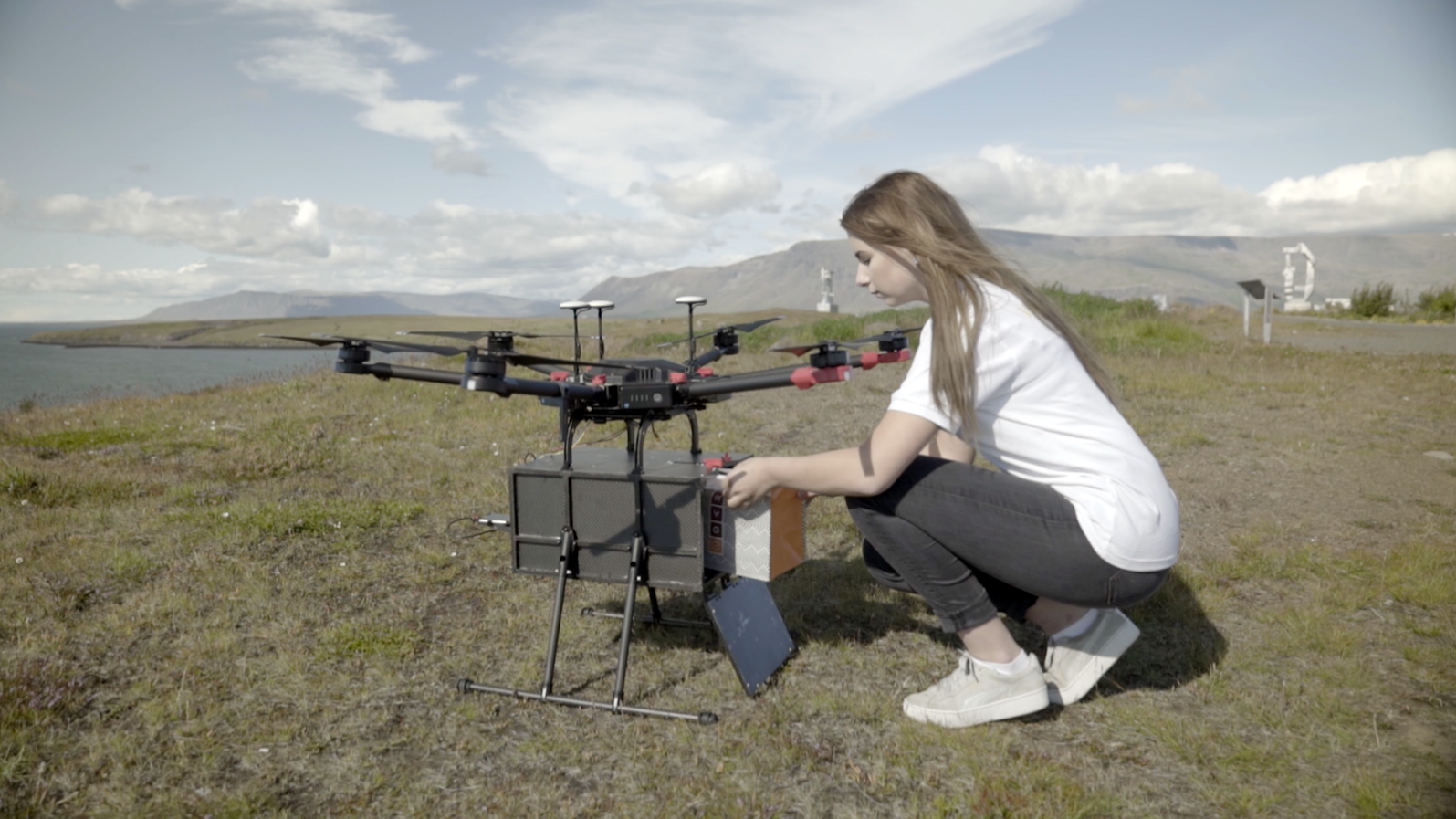
レイキャビクで開始したアハ社のドローン配送サービス（2017年）
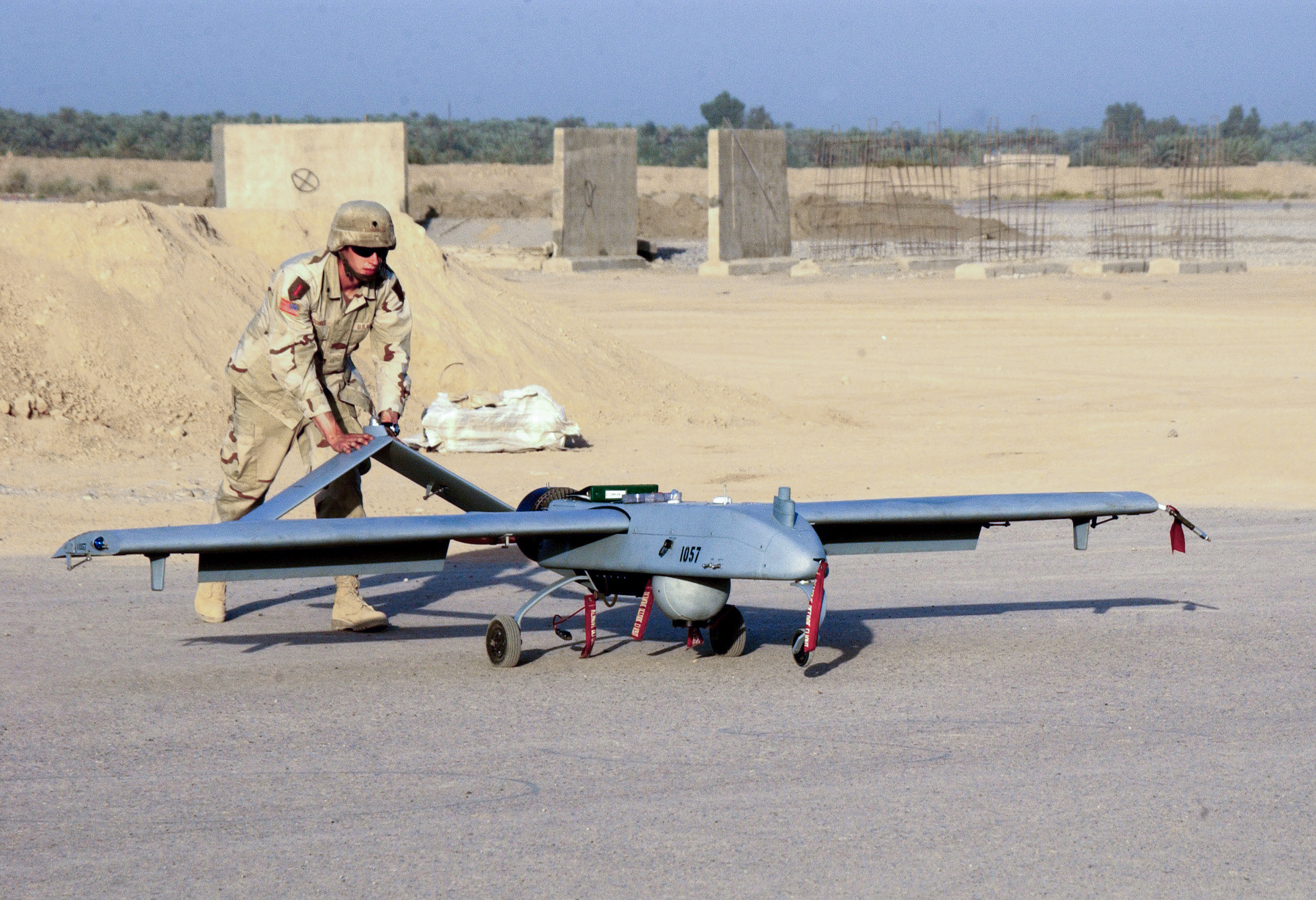
9.1 kg (20 lb)の物資を最前線の軍隊に届けるRQ-7

## インフラ整備
国連の専門機関である「国際電気通信連合（ITU）」が「世界無線通信会議」を原則3から4年に1回開いているが、スイス・ジュネーブで開催された会議において、民間で大型無線航空機（ドローン）を人工衛星経由で操縦するための周波数の割り当てが決まったと2015年11月28日付け朝日新聞夕刊が報じた。それまで、人工衛星経由で操縦されるドローンは、各国の軍隊が独自運用する軍用ドローンにほぼ限定されていた。民間に周波数の割り当てが決まったことで、将来、長距離を飛ぶ大型ドローンの商用利用が一気に進む可能性が出てきた。

## 日本における展開

### 千葉市における実用化実験
千葉市は、2015年10月30日に、「国家戦略特区等における新たな措置に係る提案募集」（内閣府）に対し、幕張新都心地区におけるドローンを使った宅配サービス事業の提案を行った。政府レベルでは、同年11月5日、「未来に向けた官民対話」の第2回会合が総理大臣、主要閣僚と経済3団体のトップや豊田章男・トヨタ自動車会長、ポール・マイズナー・米アマゾン・ドット・コム副社長らが出席して開かれた。
この中で安倍首相は「自動走行、ドローン、健康医療は、安全性と利便性を両立できる有望分野だ」と述べ、その場で環境整備の具体策を述べたという。規制緩和を加速させ、企業の研究開発などへの投資を増やし、経済成長につなげるねらいである。ドローンを使った荷物の宅配は、航空法を改正するなどして、実現につなげる考えである。官民の協議会を立上げ、2016年夏までにルールを整える方針である。
同年12月15日、政府の国家戦略特区諮問会議において国家戦略特区に千葉市を指定し、ドローンを使った宅配ができるようにすると発表した。千葉市の計画によると、幕張新都心地区のマンションの周辺にドローンの発着場を設け、約10キロメートル離れた物流倉庫から、ドローンで海や川の上を通って荷物を運ぶ。米アマゾンが参入する方針であり、この地域にある物流倉庫を活用する。ドローンを使うことで、配達の時間を短くしたり、人件費を減らしたりできる。また同地区のドラッグストアからマンションの各戸のベランダなどに、ドローンで薬や日用品を届ける計画もある。合わせてテレビ電話で服薬指導を受けて処方薬を買えるように規制を緩め、外に買い物に出にくい高齢者や子育て世代などの利便性を高める。
改正航空法(後述)では、ドローンは高さ150メートル以上や人口集中地では飛行が禁止され、目視による監視も常時求められるが、こうした規制も緩和する。ドローンによる宅配を目指すアマゾンは、米国など複数の国でテスト飛行しているが、事業化には至っていない。アマゾンは2018年までの事業化を目指す。実現すれば世界初となる。熊谷俊人市長が、日本経済新聞の取材に対して明らかにしたところによれば、千葉市は2016年4月から、ドローンによる宅配実現に向けて、官民共同でのプロジェクトチームを立ち上げることになった。プロジェクトチームには楽天やヤマト運輸などドローン宅配便の事業化を検討している企業が参加し、千葉大学発ベンチャーの自立制御システム研究所（千葉市）と組んで、荷物を抱えたドローンが強風の吹く海上でも安定的に飛行できるかどうかなどについて調べる。
千葉市と、楽天をはじめとする物流や通信などの大手企業約10社、さらにドローンの開発・製造を手掛ける「自律制御システム研究所」（千葉市）による官民共同の検討会が、2016年4月11日、プロペラの6つ付いたドローン（バッテリーを除く重さ3キログラム）を使って個人の家に宅配をする実証実験が千葉市美浜区の幕張新都心で行った。2019年の実用化を目指すという。

### 医薬品のドローン宅配
兵庫県養父市は三井物産と組んでドローンによる医薬品の配送を目指している。患者がテレビ電話などで遠隔診療を受けた後、必要な医薬品を送ることを想定して、同市内で試験飛行を始めた。山間地などに住む住民に利用してもらう考えという。ただし、医療用医薬品の販売は対面に限定されているので、国家戦略特区に指定されている同市は、政府に規制緩和を求めていく予定である。
アメリカの大手製薬企業であるメルクの日本法人であるMSDは、2016年4月6日に、ドローンを使った医薬品配送事業の実用化に向け、日本の大手医薬品卸企業であるアルフレッサ（東京都千代田区）とエアロセンス（東京都文京区）と提携することで合意した。
2020年4月、大分県は、津久見市の離島の無垢島までドローンで医薬品を運ぶ実証実験を行った。全国初のドローンによる一般用医薬品配送システムであった。
ANAホールディングス（HD）は2022年度にも、国内でドローン（無人小型機）による物流サービスに乗り出す。ドイツの新興企業が開発したドローンを導入し、全国の離島や山間部に日用品や医薬品を運ぶ。国内航空会社でドローン配送を始めるのは初めてとなる。
豊田通商のグループ企業・そらいいなは、2022年5月から五島列島にてドローンによる医療用医薬品配送サービスを開始。同社は定期便による配送サービスは日本初としている。

### ゴルフ場における配送サービス
ネット通販大手の楽天は、2016年5月9日から千葉県御宿市内のゴルフ場内での食事やゴルフボールなどの配送サービスを始める。高度なドローン開発技術を持つ「自律制御システム研究所」（千葉市）が開発したドローンが用いられる。楽天の専用アプリをダウンロードし、ゴルフ場のどこにいるかを入力する。楽天では、他のゴルフ場にも広げた後、この技術をネット通販の商品を過疎地に送るときにも活用するという。

### 日本郵便株式会社
2018年（平成30年）11月7日、福島県南相馬市小高区の小高郵便局と浪江町の浪江郵便局間でドローンを使った荷物配送を始めた。ドローンを操縦者が視認せず、補助者による機体監視もない状態で飛行するのは国内初であり将来的には郵便物などの配送を目指す。最高速度は時速54キロで重さ2キロまでの荷物を積み、月に6日間、1日最大2往復で運用する予定。

### コンビニからドローン配送
楽天株式会社と株式会社ローソンは、2017年10月31日（火）より「ローソン南相馬小高店」（福島県南相馬市）を拠点に、専用車両による移動販売とドローンによる商品配送を連携させた試験的な取組みを開始した。ドローン配送とコンビニエンスストアの移動販売を連携させた取組みは、日本国内では初めての事例であった。
南相馬市小高区は、東京電力福島第一原発事故の影響による避難指示区域の指定が、2016年7月に解除され、住民の帰還が進み、町としての活気を取り戻し始めているものの、日用品や食品など買い物環境の向上は優先すべき課題となっている。
「ローソン南相馬小高店」は、2016年10月にオープンし、避難指示区域の指定解除以降小高区内で最初に営業を再開したコンビニエンスストア。この協業では、同店舗を拠点に小高区内で週2回の移動販売を開始し、そのうち週1回限定で、移動販売車両では積み込めない温度帯である「からあげクン」をはじめとしたフライドフーズなどの注文を受けた際に「楽天ドローン」の専用機で店舗から移動販売先へ配送するものであった。

### ドローンによるフードデリバリー
2021年6月10日、牛丼チェーンの吉野家と小型ドローン機開発のエアロネクストは神奈川県横須賀市でドローンを利用した弁当デリバリーの実証実験を行った。宅配サイトで注文を受けた5km先の横須賀市立市民病院の屋上に牛丼を配達した。

## 日本における2015年航空法改正
2015年12月10日施行の改正航空法は、ドローンの基本的な飛行ルールを定めるものであり、空港、ヘリポートや飛行場の周囲（制限表面より上空）、高さ150メートル以上の空域や、人口密度が1平方キロメートルあたり4000人以上の「人口集中地区」上空が国土交通大臣の事前申請のうえ許可制となる。許可基準と手続きは概ね厳しく煩雑である。
人口集中地区概ね都市部や郊外住宅地が該当し、許可不要（高度150m以下かつ空港等から離れている）となるのは概ね農村地域となる。重さ25キログラム以上の機体には100時間以上の飛行に耐えられることや、飛行データの記録機能の搭載を求める方針である。飛行禁止となる空域では、国土交通省が機体の性能や安全対策を審査し、許可が出れば飛行できる。
東京大学大学院の鈴木真二教授（航空工学）も、「今回の改正航空法は非常に厳しいが、業界は安全性を追求する責任がある。現在世界で販売されているドローンは、中国製が7割を占めると言われる。物流など商業用の大型ドローンの安全性が世界中で求められるようになると、今回の法改正を乗り越えたドローンが世界市場を獲得できるチャンスは十分にある。」と話した。
航空法以外にも、小型無人機等飛行禁止法による国の重要施設などの周辺飛行禁止、ドローンに使用される無線設備の電波法による規制、地方公共団体の条例による特定の地域、空域での飛行等禁止、無人航空機の飛行の禁止を表明している第三者の住居、邸宅や建造物（建物の囲繞地を含む）の上空飛行（権利侵害）などを考慮する必要がある。

## ドローン宅配便への期待と課題

### メリット
ドローン宅配便には、下記のようなメリットが存在する。
- 配達時間の短縮
- 人件費の削減
- 外出の困難な子育て世代や高齢者などの利便性の向上

### デメリット
多くのメリットがある反面で、いくつかのデメリットも存在する。
ドローンの安全性
ドローンが操縦不能になったり、荷物を落下する可能性があり、万が一落下場所に人や走行中の自動車などがいた場合には惨事になりかねない。この点については前述「自律飛行システム研究所」によると、ドローン自ら障害物を検知して回避する技術を開発しており、異常があれば高度を下げて、東京湾や事前に決めた海沿いの空き地に不時着させるという。
ドローン破壊の可能性
上記の安全性を確保したとしても、悪意のある人間によって石を投げられたり棒で叩き落されたりして、商品を強奪される可能性があること。
プライバシー保護の問題
さらにドローンには記録用カメラを搭載し、常時撮影する必要があるが、そこには関係のない人や物が映り込むことは避けられず、プライバシーの保護が課題になる。
騒音問題
ドローンは無音ではなく、商品を輸送するには相応に大きなモーターが必要となり、かなりうるさい騒音が発生する。住宅街で運用した際に、クレームが発生する可能性は充分にありうる。
ドローンの着陸地点
マンションやアパートには使用しないとしても、すべての一軒家に「ドローンの着陸にふさわしいスペース」があるわけではないこと。
商品の置き配
届け先が不在だった際に、自宅前に商品を「置き配」にしてしまうのは防犯的に問題があること。